# Новогригоровка (Мирненская поселковая община)
Новогриго́ровка (укр. Новогригорівка) — село в Мирненской поселковой общине Волновахского района Донецкой области Украины. До декабря 2014 года входило в состав Тельмановского района.

## Общие сведения
Население по переписи 2001 года составляет 113 человек. Почтовый индекс — 87110. Телефонный код — 6279.

## История
В 2014 году село переподчинено Волновахскому району.